# Marian Kozłowski (działacz sportowy)
Marian Kozłowski (ur. 10 grudnia 1927 w Warszawie, zm. 15 sierpnia 2004 tamże) – polski dziennikarz, zasłużony działacz sportowy, wieloletni prezes Polskiego Związku Koszykówki, prezes honorowy Międzynarodowej Federacji Koszykówki.

## Życiorys
Przez wiele lat był dziennikarzem, a następnie zastępcą redaktora naczelnego „Expressu Wieczornego”.
Jako działacz sportowy przez ponad 50 lat nieprzerwanie związany był z koszykówką. Dwukrotnie, w latach 1957–1969 oraz 1980–1984 zajmował stanowisko prezesa Polskiego Związku Koszykówki (PZKosz). Za czasów jego prezesury polska koszykówka osiągnęła znaczące sukcesy, do których należą zdobycie przez męską reprezentację jednego srebrnego (1963) i dwóch brązowych (1965, 1967) medali mistrzostw Europy oraz trzykrotny udział w igrzyskach olimpijskich (1960, 1964, 1968). W tym czasie wyróżniła się również kobieca reprezentacja, zdobywając trzy medale mistrzostw Europy – dwa srebrne (1980, 1981) i jeden brązowy (1968). Był członkiem Rady Sportu Głównego Komitetu Kultury Fizycznej i Sportu.
Aktywny również na arenie międzynarodowej, zajmował stanowiska w Międzynarodowej Federacji Koszykówki (FIBA). Od 1960 był członkiem Biura Centralnego, a od 1964 przewodniczącym Komisji Juniorów i wiceprezesem FIBA. Zasiadał również w wielu innych komisjach i zespołach FIBA. W latach 1982–1990 pełnił funkcję prezesa Strefy Europejskiej FIBA.
Wyróżniony został tytułami honorowego prezesa PZKosz, honorowego członka Biura Centralnego FIBA, honorowego prezesa FIBA i honorowego prezesa Strefy Europejskiej FIBA. Odznaczony Krzyżem Kawalerskim Orderu Odrodzenia Polski.

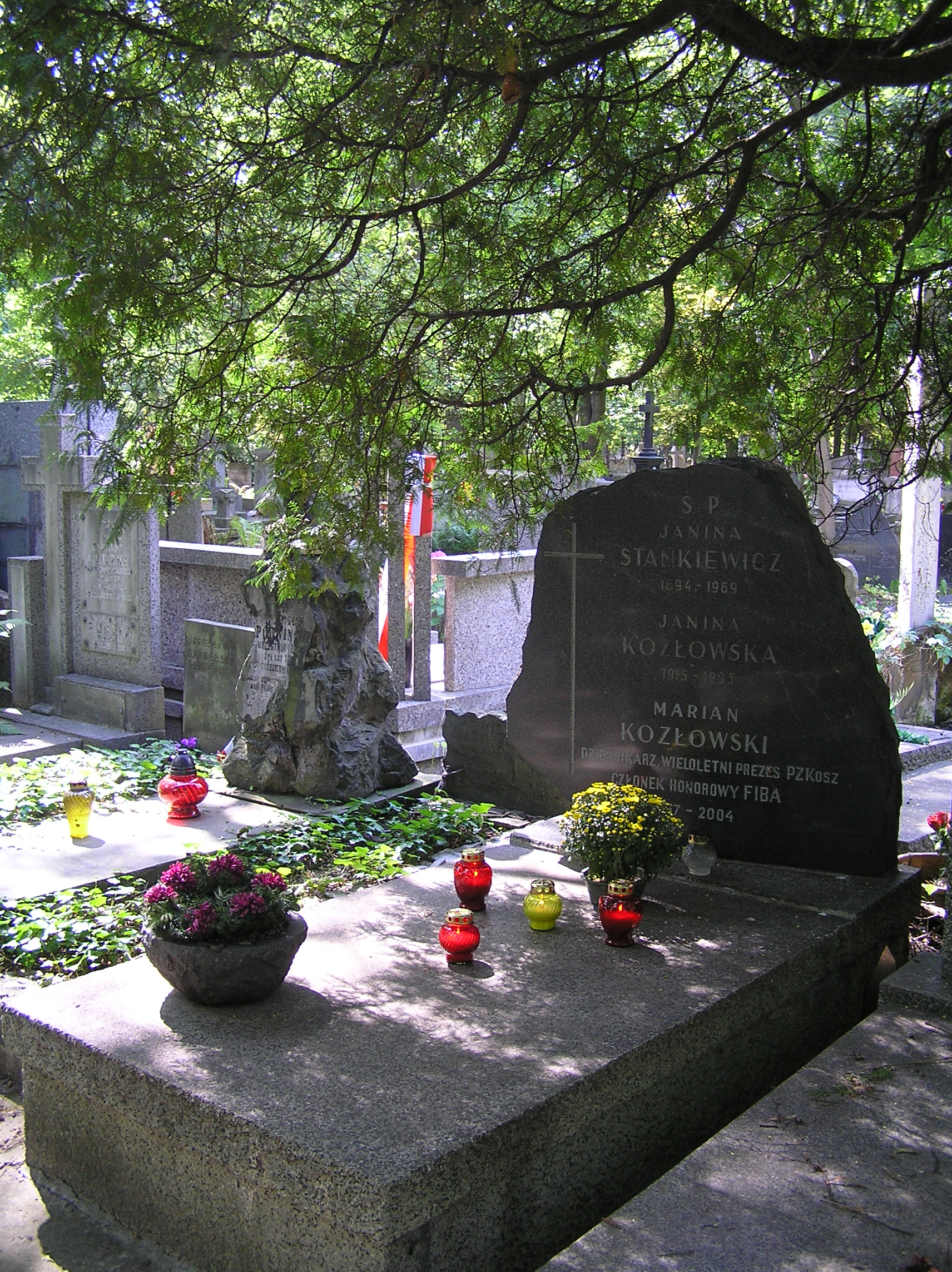
Grób Mariana Kozłowskiego na warszawskich Powązkach

Zmarł po długiej chorobie, nad ranem 15 sierpnia 2004 w swoim mieszkaniu w Warszawie. Został pochowany 24 sierpnia 2004 na Starych Powązkach (kwatera 234-1-24).

## Publikacje
Był autorem kilku książek oraz licznych opracowań i tłumaczeń poświęconych głównie terminologii angielskojęzycznej w koszykówce, z których najważniejsze to: „English for Basketball Players Coaches Refrees Followers and Fans” (PZKosz, Warszawa 2004), „Amerykańska koszykówka w słowach, terminach i zwrotach – American basketball in words, terms and phrases” (PZKosz, Warszawa 1993) oraz „Oficjalne przepisy gry w koszykówkę 1994-1998” (PZKosz, Warszawa 1994).